# Grande Prêmio do Canadá de 2025
O Grande Prêmio do Canadá de 2025 (formalmente denominado Formula 1 Pirelli Grand Prix du Canada 2025) foi a décima etapa do Campeonato Mundial de Fórmula 1 de 2025, disputado em 15 de junho de 2025 no Circuito Gilles Villeneuve, Montreal, Canadá.

## Resumo
Pole Position para George Russell e Mercedes, última pole de ambos foi no Grande Prêmio do Catar de 2024.
Após conquistar a Pole no Sábado, George Russell conquista sua 4° vitória na carreira a última sendo no Grande Prêmio de Las Vegas de 2024.
Andrea Kimi Antonelli conquistou o primeiro pódio de sua carreira na Fórmula 1 e a Itália volta a ter um piloto no pódio desde 2009 com Jarno Trulli no Grande Prêmio do Japão.
Antonelli se tornou o terceiro piloto mais jovem a conquistar um pódio na categoria com 18 anos, 9 meses e 21 dias, ficando atrás de Max Verstappen (18 anos, 7 meses e 15 dias) e Lance Stroll (18 anos, 7 meses e 27 dias).

## Resultados

#### Treino classificatório
| Pos.                | N° | Piloto                | Construtor                 | tempos qualificatorios | tempos qualificatorios | tempos qualificatorios | Final grid |
| Pos.                | N° | Piloto                | Construtor                 | Q1                     | Q2                     | Q3                     | Final grid |
| ------------------- | -- | --------------------- | -------------------------- | ---------------------- | ---------------------- | ---------------------- | ---------- |
| 1                   | 63 | George Russell        | Mercedes                   | 1:12.075               | 1:11.570               | 1:10.899               | 1          |
| 2                   | 1  | Max Verstappen        | Red Bull Racing-Honda RBPT | 1:12.054               | 1:11.638               | 1:11.059               | 2          |
| 3                   | 81 | Oscar Piastri         | McLaren-Mercedes           | 1:11.939               | 1:11.715               | 1:11.120               | 3          |
| 4                   | 12 | Andrea Kimi Antonelli | Mercedes                   | 1:12.279               | 1:11.974               | 1:11.391               | 4          |
| 5                   | 44 | Lewis Hamilton        | Ferrari                    | 1:11.952               | 1:11.885               | 1:11.526               | 5          |
| 6                   | 14 | Fernando Alonso       | Aston Martin-Mercedes      | 1:12.073               | 1:11.805               | 1:11.586               | 6          |
| 7                   | 4  | Lando Norris          | McLaren-Mercedes           | 1:11.826               | 1:11.599               | 1:11.625               | 7          |
| 8                   | 16 | Charles Leclerc       | Ferrari                    | 1:12.038               | 1:11.626               | 1:11.682               | 8          |
| 9                   | 6  | Isack Hadjar          | Racing Bulls-Honda RBPT    | 1:12.211               | 1:12.003               | 1:11.867               | 121        |
| 10                  | 23 | Alexander Albon       | Williams-Mercedes          | 1:12.090               | 1:11.892               | 1:11.907               | 9          |
| 11                  | 22 | Yuki Tsunoda          | Red Bull Racing-Honda RBPT | 1:12.334               | 1:12.102               | N/A                    | 182        |
| 12                  | 43 | Franco Colapinto      | Alpine-Renault             | 1:12.234               | 1:12.142               | N/A                    | 10         |
| 13                  | 27 | Nico Hülkenberg       | Kick Sauber-Ferrari        | 1:12.323               | 1:12.183               | N/A                    | 11         |
| 14                  | 87 | Oliver Bearman        | Haas-Ferrari               | 1:12.306               | 1:12.340               | N/A                    | 13         |
| 15                  | 31 | Esteban Ocon          | Haas-Ferrari               | 1:12.378               | 1:12.634               | N/A                    | 14         |
| 16                  | 5  | Gabriel Bortoleto     | Kick Sauber-Ferrari        | 1:12.385               | N/A                    | N/A                    | 15         |
| 17                  | 55 | Carlos Sainz Jr.      | Williams-Mercedes          | 1:12.398               | N/A                    | N/A                    | 16         |
| 18                  | 18 | Lance Stroll          | Aston Martin-Mercedes      | 1:12.517               | N/A                    | N/A                    | 17         |
| 19                  | 30 | Liam Lawson           | Racing Bulls-Honda RBPT    | 1:12.525               | N/A                    | N/A                    | PL3        |
| 20                  | 10 | Pierre Gasly          | Alpine-Renault             | 1:12.667               | N/A                    | N/A                    | PL3        |
| 107% time: 1:16.853 |    |                       |                            |                        |                        |                        |            |
| Fontes:             |    |                       |                            |                        |                        |                        |            |

Notas
- ↑1  – Isack Hadjar recebeu uma penalidade de três posições no grid por impedir Carlos Sainz Jr. durante o Q1.[3]
- ↑2  – Yuki Tsunoda recebeu uma penalidade de dez posições no grid por ultrapassar Oscar Piastri sob condições de bandeira vermelha durante a terceira sessão de treino livre TL3.[3]
- ↑3  – Liam Lawson e Pierre Gasly classificaram-se em 19º e 20º, respectivamente, mas foram obrigados a começar a corrida no pitlane, pois seus carros foram modificados durante as condições do parque fechado.[3]

#### Corrida
| Pos.    | N° | Piloto                | Construtor                 | Voltas | Tempo/retirada   | Grid | Pontos |
| ------- | -- | --------------------- | -------------------------- | ------ | ---------------- | ---- | ------ |
| 1       | 63 | George Russell        | Mercedes                   | 70     | 1:31:52.688      | 1    | 25     |
| 2       | 1  | Max Verstappen        | Red Bull Racing-Honda RBPT | 70     | +0.288           | 2    | 18     |
| 3       | 12 | Andrea Kimi Antonelli | Mercedes                   | 70     | +1.014           | 4    | 15     |
| 4       | 81 | Oscar Piastri         | McLaren-Mercedes           | 70     | +2.109           | 3    | 12     |
| 5       | 16 | Charles Leclerc       | Ferrari                    | 70     | +3.442           | 8    | 10     |
| 6       | 44 | Lewis Hamilton        | Ferrari                    | 70     | +10.713          | 5    | 8      |
| 7       | 14 | Fernando Alonso       | Aston Martin-Mercedes      | 70     | +10.972          | 6    | 6      |
| 8       | 27 | Nico Hülkenberg       | Kick Sauber-Ferrari        | 70     | +15.364          | 11   | 4      |
| 9       | 31 | Esteban Ocon          | Haas-Ferrari               | 69     | +1 lap           | 14   | 2      |
| 10      | 55 | Carlos Sainz Jr.      | Williams-Mercedes          | 69     | +1 lap           | 16   | 1      |
| 11      | 87 | Oliver Bearman        | Haas-Ferrari               | 69     | +1 lap           | 13   |        |
| 12      | 22 | Yuki Tsunoda          | Red Bull Racing-Honda RBPT | 69     | +1 lap           | 18   |        |
| 13      | 43 | Franco Colapinto      | Alpine-Renault             | 69     | +1 lap           | 10   |        |
| 14      | 5  | Gabriel Bortoleto     | Kick Sauber-Ferrari        | 69     | +1 lap           | 15   |        |
| 15      | 10 | Pierre Gasly          | Alpine-Renault             | 69     | +1 lap           | PL   |        |
| 16      | 6  | Isack Hadjar          | Racing Bulls-Honda RBPT    | 69     | +1 lap           | 12   |        |
| 17      | 18 | Lance Stroll          | Aston Martin-Mercedes      | 69     | +1 lap           | 17   |        |
| 181     | 4  | Lando Norris          | McLaren-Mercedes           | 66     | Colisão1         | 7    |        |
| Ret     | 30 | Liam Lawson           | Racing Bulls-Honda RBPT    | 53     | Superaquecimento | PL   |        |
| Ret     | 23 | Alexander Albon       | Williams-Mercedes          | 46     | Motor            | 9    |        |
| Fontes: |    |                       |                            |        |                  |      |        |

Notas
- ↑1  – Lando Norris foi classificado por ter completado mais de 90% da distância da corrida e recebeu uma penalidade de cinco segundos por causar uma colisão com Oscar Piastri. A penalidade não fez diferença, pois ele ficou na última posição após abandonar devido colisão.[4]

## Tabela do Campeonato após a corrida
|        | Pos. | Piloto          | Pontos |
| ------ | ---- | --------------- | ------ |
|        | 1    | Oscar Piastri   | 198    |
|        | 2    | Lando Norris    | 176    |
|        | 3    | Max Verstappen  | 155    |
|        | 4    | George Russell  | 136    |
|        | 5    | Charles Leclerc | 104    |
| Fonte: |      |                 |        |

|        | Pos. | Construtor                 | Pontos |
| ------ | ---- | -------------------------- | ------ |
|        | 1    | McLaren-Mercedes           | 374    |
| 1      | 2    | Mercedes                   | 199    |
| 1      | 3    | Ferrari                    | 183    |
|        | 4    | Red Bull Racing-Honda RBPT | 162    |
|        | 5    | Williams-Mercedes          | 55     |
| Fonte: |      |                            |        |

- Nota: Apenas as 5 primeiras posições estão incluídas em ambos conjuntos de classificação.